# Acanthaspidiotus pustulans
Acanthaspidiotus pustulans är en insektsart som först beskrevs av Green 1905.  Acanthaspidiotus pustulans ingår i släktet Acanthaspidiotus och familjen pansarsköldlöss. Inga underarter finns listade i Catalogue of Life.